# Музей вогню (Жори)
Музей вогню (пол. Muzeum Ognia w Żorach) — музей у м. Жори, Польща. Відкритий 3 грудня 2014 року.
Будівля музею збудована у 2010–2014 роках за проектом польської архітектурної студії OVO Grąbczewscy Architekci (м. Катовиці), під керівництвом Барбари і Оскара Громбчевських. 
Будівля спочатку планувалася як промо-павільйон. Архітектори вирішили обіграти у назві споруди символіку міста. Назва міста «Żory» в перекладі означає «вогонь», «полум'я ». У XII столітті місце для поселення було розчищено від заростей вогнем. З давніх часів у пам'ять про це щоліта у Жорах проходить фестиваль вогню. Стилізоване полум'я стало і логотипом міста. Архітектори вирішили, що промо-павільйон теж повинен уособлювати стихію вогню, що позначилось на об'ємно-планувальному рішенні і облицюванні споруди.
Три автономні бетонні стіни ламаної конфігурації формують основу будівлі. Завдяки покриттю листовою міддю, зібраною на подвійному фальці, вся гранована структура відблискує ніби полум'я.
Реалізацію проєкту ускладнював ряд факторів. З'ясувалося, що на виділеній пустирній ділянці поруч з воєводською автомобільною трасою проходила колекторна система міста і нафтопровід, які довелося перекладати. Крім того, інженерно-геологічні дослідження показали, що на цьому місці знаходилася міське звалище. У результаті розгляду різних варіантів, було вирішено замінити всю землю під будівлею. У керівництва міста з'явилася ідея влаштувати в підземній частині будівлі музей вогню. 
Перший поверх має площу 390 м², на якому розміщені багатофункціональний хол, зала для конференцій, семінарів та практикумів, технічні приміщення. В огороджувальних конструкціях було використано ударостійке скло. Площа музею, організованого на -1 рівні, складає 250 м². Тут розміщуються експозиції, що розповідають історію взаємодії людей з вогнем, починаючи з кам'яної доби. В інтерактивному блоці відвідувачі можуть розвести віртуальний вогонь, а також поспостерігати за процесом виникнення блискавки. В одному із розділів представлено руйнівну силу полум'я і техніку боротьби з вогнем. А щоб побачити деякі експонати, відвідувачам потрібно пройти крізь «вогняну стіну».